# Смирново (Северо-Казахстанская область)
Смирново (каз. Смирново) — село, административный центр Аккайынского района Северо-Казахстанской области Казахстана.

## География
Районный центр село Смирново находится в северной части Западно-Сибирской низменности. На большей части преобладает равнина, находится в выгодном географическом положении, связан железнодорожным сообщением с областным центром, в северном и южном направлениях проходят 6 маршрутов пассажирских поездов дальнего следования, соединяющие село Смирново с городами Республики Казахстан, Российской Федерацией и Кыргызстана. В геологическом отношении территория округа представлена песчано-глинистыми отложениями. Ископаемой фауны не обнаружено.

## История
Основан в начале XIX века. До 1923 года назывался Дармин. Расположение населённого пункта на железнодорожной и автодорожной магистралях, близость к Петропавловску (45 км) способствовали его развитию как центра крупного сельскохозяйственного района.
В 1921 году началось строительство железнодорожной линии «Петрокок» в направлении Петропавловск — Кокчетав (сейчас Кокшетау). На 42-й версте от Петропавловска была основана первая станция Дармин, которая была впоследствии переименована в посёлок Смирново в честь А. П. Смирнова, члена коллегии Наркомпрома, лично принимавшего участие в строительстве дороги.
На первом районном учредительном съезде советов, состоявшемся в 1923 году, была образована волость, избран исполнительный комитет, образованы отделы: суд, прокуратура, милиция и другие органы.
В те годы станция Смирново представляла собой десяток домишек барачного типа, расположенных вдоль линии железной дороги: пять-шесть — по будущей улице Дорожной, да пара-тройка таких же — по улице, ставшей через время Рабочей. Украшением станции стала водонапорная башня, возвышающаяся над железнодорожным полотном, лесами, пустырями, как символ будущих перемен.
Указом Президиума Верховного Совета Казахской ССР от 23 мая 1941 года центр Советского (ныне Аккайынского) района был перенесён в Смирновский рабочий посёлок.
С 1942 года издаётся районная газета (с 1963 года — под названием «Колос»). До этого она называлась «Социалистический труд» (1942-62 гг.), «За коммунистический труд» (1962-63 гг.). В настоящий момент издаются общественно-политические районные газеты «Аққайың» (на казахском языке) и «Колос» (на русском языке). Собственником изданий является ТОО "Редакция газеты «Колос», расположенное по адресу: с. Смирново, улица Зелёная, 31.
В связи с введением новой классификации населённых пунктов, согласно Указу Президиума Верховного Совета Казахской ССР от 6 марта 1961 года, жители посёлка стали именоваться горожанами
В 1975 году в посёлке был открыт мемориал в честь погибших в Великой Отечественной войне воинов-земляков, площадь у мемориала называется площадью Победы.
27 января решением областного маслихата Смирново из поселка городского типа преобразовано в село.
Велась огромная работа по озеленению и благоустройству улиц, инициаторами которой в 50-е годы стали первый секретарь райкома партии П. Я. Филиппенко и председатель райисполкома С. И. Имаков.
Их инициатива была подхвачена всеми жителями Смирнова, которые с особым энтузиазмом выходили на субботники по благоустройству.
Улицы закреплялись за организациями, и каждый член коллектива старался сохранить высаженное деревце. И не случайно в 60-е годы XX века Смирново считалось одним из самых озелененных райцентров Казахстана.
В системе образования большим уважением пользуются имена педагогов-смирновчан, внесших достойный вклад в его развитие: Б. Б. Бекенова, А. Г. Докучаева, В. Я. Писаренко, З. М. Мукатаева, В. Г. Золотовой и многих других педагогов-новаторов второй половины XX века.
В 50-70-е годы особый размах получило строительство жилья и социально-бытовых объектов. За эти годы были построены здания райкома партии (ныне — здание аппарата акима района), восьмилетней школы (Смирновская средняя школа № 2), управления сельского хозяйства, Дома быта, детского сада в районе СМУ, районной больницы, дома-интерната для престарелых и инвалидов, клуба «Строитель», средней школы (Смирновская средняя школа № 1), государственного банка (казначейство), конторы СМУ, райисполкома (маслихат), желатинового завода, швейной фабрики. Позже, в 80-е годы, были построены центральная водонапорная башня, районная библиотека, роддом при районной больнице, сберегательный банк (Народный банк), баня.
Четверть века руководил строительством райцентра Н. А. Гиричев.
Смирново росло и развивалось вместе с районом. В настоящее время оно является центром Аккайынского района. Пережив разруху 90-х годов, приведшую к ликвидации многих организаций и предприятий, оно стало возрождаться в новом веке. Обновляются многие объекты, благоустраиваются территории административных и производственных зданий, строится и благоустраивается жилье.
Имеется прекрасный детский сад «Балапан», библиотека и дом культуры, которые являются информационными и культурно-досуговыми центрами села.
Важным объектом является Смирновский элеватор, история которого идет от первого хлебоприемного пункта, существовавшего в 30-е годы XX века.
Широкое развитие в райцентре получила предпринимательская деятельность, расширяется сфера услуг населению.
Украшением райцентра стала площадь государственных символов, на которой проводятся все важные массовые мероприятия.
Смирновчане по праву гордятся своими выдающимися односельчанами: генералом Д. М. Ивания, заслуженными учителями Казахской ССР З. М. Мукатаевым и И. К. Саганем, заслуженными врачами Казахской ССР Е. А. Гуляевой, и З. А. Михайловой, заслуженным зоотехником Казахской ССР М. С. Поленовым, заслуженным работником службы быта Б. У. Шайкеновым, спортсменами-тяжелоатлетами, кандидатами в мастера спорта Н. П. Туривным и В. И. Селивончиком, кандидатом в мастера спорта по легкой атлетике, участником пяти международных марафонов, чемпионом Казахстана 2001, 2002 годов, участником Азиатских игр в Корее в гонках на спортивной коляске С. В. Усольцевым, местным композитором А. В. Хорольским, защитником Москвы М. К. Камалиевым, кавалером ордена Александра Невского С. С. Скрипко, кавалером ордена Красной Звезды, участником боев на озере Хасан Б. Бейсембаевым.

## Население
Численность населения на 1 января 2016 года составила 5718 человек.
Этнический состав населения:
- казахи — 2520 человек или 44,07 %
- русские — 2228 человек или 38,96 %
- украинцы — 636 человек или 11,1 %
- немцы — 164 человек или 2,87 %
- другие национальности — 170 человек или 2,97 %

## Инфраструктура
Внутри поселковые дороги (село Смирново) — 50,81 км. Через территорию районного центра проходит железная дорога, имеется железнодорожная станция. Функционируют внутриобластной маршруты Смирново — Петропавловск, внутрирайонные автобусные маршруты: Смирново — Ленинское, Смирново — Аралагаш — Рублевка.
Телефонную связь осуществляет АО «Казахтелеком», АО «Казпочта», которые включают в себя телеграфную почтовую и междугороднюю автоматическую виды связи, качество которой удовлетворяет жителей округа. По состоянию на 1 ноября 2011 года произведено 203 новых установок услуги широкополосного доступа к сети Интернет по технологии АDSL «Меgaline». Вся связь переведена на современную цифровую станцию.
Село Смирново подключено к групповому водопроводу. Протяжённость разводящих сетей водопровода составляет — 20 км. На территории округа функционируют пять водонапорных башен, 112 водоразборных колонок 86 гидрантов. Обслуживанием разводящих сетей водопровода и обеспечением жителей села занимается ИП «Сергиенко». Также организован подвоз воды населению специализированным автотранспортом (ИП «Власов»).
Распределение электроэнергии в селе Смирново осуществляется районным подразделением АО"Северо-Казахстанская РЭК". Обеспечение стабильно в полном объёме. Существующие электрические сети, позволяют обеспечить растущие потребности экономики в энергоресурсах.

## Социальная инфраструктура
Организации здравоохранения в округе представлены центральной районной больницей на 130 коек, санитарно-эпидемиологической станцией, шестью аптечными пунктами.
В 2014 году по плану должна быть сдана в эксплуатацию новая поликлиника на 250 посещений в смену.
В систему образования округа входят 3 общеобразовательные школы, из них: 2 средние школы с обучением на русском языке, в них обучается 643 учеников, средняя школа-интернат на государственном языке, в ней обучается 189 детей.
Функционирует дошкольное учреждение — детский сад «Балапан» на 130 мест.
Школы обеспечены компьютерной техникой с подключением к сети «Интернет» и имеются интерактивные доски.

## Культура и спорт
Из организаций культуры в Смирновском сельском округе действуют районный дом культуры на 298 посадочных мест.
Имеется районная и детская библиотеки с книжным фондом — 43720 экземпляров печатных изданий, из них на государственном языке — 6219 экземпляров, количество читателей — 2734, из них 1568 взрослого населения.
В 2011 году открылся районный музей, большой вклад в его развитие и культурную жизнь села Смирново внесла Т. П. Борисова — работник музея и корреспондент районной газеты «Колос».
Из объектов спорта функционирует центральный стадион и 3 спортивных зала (при школах), хоккейный корт. Работает ДЮСШ. в 2022 году открылся физкультурно-оздоровительный комплекс.

## Малый и средний бизнес, промышленность
Количество предпринимательских структур по состоянию на 1 ноября 2011 года составило — 210 единиц. По сферам деятельности наибольшее количество предпринимателей занято в сфере торговли и бытового обслуживания или 8,3 % к общему количеству; в перерабатывающей промышленности занято — 12 % (87 человек).
На территории округа расположено 57 магазинов, 1 ресторан и 5 кафе, кафе-бильярд. Бытовое обслуживание населения осуществляют 5 парикмахерских, 1 фотосалон, 3 пункта ремонта — обуви, радиоаппаратуры и бытовой техники.
Обеспечение газом жителей округа производит газовый участок ТОО «Рока». Снабжение населения и организаций ГСМ осуществляют 4 частные АЗС.
На территории сельского округа находится общественная баня, принадлежащая индивидуальному предпринимателя Сергиенко Е. А., также заканчивается строительство гостиничного комплекса и пункта по оказанию услуг химической чистки ковровых изделий.
Действует пункт по ремонту обуви и одежды (ИП «Ганерт»).
Функционируют цеха по обработке древесины — ИП Векерле, ИП Гучигов, ИП Центомирский.
Имеется 2 угольных тупика. Работает дорожно-эксплуатационный участок (ПДУ).
Сфера промышленного производства в сельском округе представлена в основном предприятиями, занимающимися переработкой сельскохозяйственной продукции, такими как: ТОО «Смирновский элеватор» (общая ёмкость хранения зерна в элеваторе составляет 100 тыс. тонн), элеваторный комплекс ТОО «Иван Зенченко» (общая ёмкость хранения зерна в элеваторе составляет более 25 тыс. тонн), тремя хлебопекарнями (ИП «Черезданов», ИП «Жигалов», ИП «Сторожко»), двумя мельницами по размолу зерна на муку и производству дерти (ИП Ким и ИП Абилев). Производство мясных полуфабрикатов осуществляют ИП «Черезданова».
Кроме того, на территории села имеется предприятие по производству асфальтобетона.